# Дејан Костић
Дејан Костић је српски стрип-сценариста, познат по свом доприносу стварању сатиричног стрип јунака Екстра Геџа.

## Биографија
Дејан Костић је рођен у Нишу, Србија. Током студија права на Правном факултету у Нишу, заједно са колегама Дејаном Стојиљковићем и Андријом Милојковићем, осмислио је лик Екстра Геџе — домаћег суперхероја са израженим локалним карактеристикама и хумором. Ова идеја настала је током њихових свакодневних боравка у Клубу Правног факултета.

## Екстра Геџа
Екстра Геџа је стрип-серијал који пародира западне суперхероје, смештајући радњу у јужноморавско окружење. Главни јунак, Милисав Лукић, стиче натчовечанску снагу након што упадне у буре са ракијом коју је пекао његов деда. Када конзумира ракију, добија моћи које користи у борби против неправде, користећи хармонику као оружје .
Први стрип-албум под називом Екстра Геџа: Татко на суперхероји објављен је 2008. године у ограниченом тиражу од 300 примерака. Албум садржи четири епизоде које приказују авантуре главног јунака у борби против различитих друштвених аномалија.